# Héctor de Souza
Héctor de Souza (Montevideo, 1 de mayo de 1955) es un sociólogo, profesor y escritor uruguayo. 
Se formó en Sociología en la Universidad de la República, realizó cursos de posgrado en la Universidad Católica de Uruguay y la Universidad Católica de Lovaina. En 2003 publicó el libro La empresa inefable, relatos sobre el mundo de las empresas y en 2024 El plumaje de los pájaros. En 2007 participó del Concurso Literario Municipal de Montevideo y fue galardonado con una Mención Honorífica por "Ixtab. La profecía incesante".

### Libros
- 2003, La empresa inefable. (ISBN 9974-39-511-9)
- 2024, El plumaje de los pájaros (ISBN 978-9915-42-164-3)[2]